# 翳りゆく部屋
『翳りゆく部屋』（かげりゆくへや）は、荒井由実（現：松任谷由実）の7枚目のシングル、そして荒井由実時代の最後のシングルでもある。1976年3月5日に東芝EMIからリリースされた。規格品番：ETP-20227。
1989年12月21日にCDシングルとして再発された。初のベスト・アルバム『YUMING BRAND』および『sweet,bitter sweet〜YUMING BALLAD BEST』にはalbum mixで収録。

## 解説
- 「翳りゆく部屋」は、ユーミンが14歳の時（1968年）に作ったとされる「マホガニーの部屋」という曲が原型となっている。この原曲には加橋かつみによって別の歌詞が付けられ「愛は突然に…」というタイトルで1971年5月にリリースされた。オリジナルの「マホガニーの部屋」の歌詞にはコード進行はそのままに新たなメロディーが与えられたが、ライブでの演奏のみで音源化は見送られていた。この2代目「マホガニーの部屋」の歌詞を全面的に書き換え、改題の上で新曲として発表されたのが「翳りゆく部屋」である。
- レコーディングで使用されたパイプオルガンは、東京カテドラル聖マリア大聖堂のもの[2]。教会音楽に強い影響を受けたユーミンは当初教会でのレコーディングを希望していたが、パイプオルガンのみとなった。
- ミュージックビデオも同教会で撮影されており、ユーミンを始めパイプオルガンを弾く松任谷正隆のほか、コーラスとして参加したハイ・ファイ・セットや山下達郎、吉田美奈子も映り込んでいる。この映像は2012年のベストアルバム『日本の恋と、ユーミンと。』の特典DVDに収録されている。また、ジャケット写真についても同教会の祭壇で撮影されている。
- 「翳りゆく部屋」は、後に『YUMING BRAND』などのベスト・アルバムに収録されたが、そのほとんどはリミックスが施された「album mix」版で、シングル版とはドラムスの定位が異なる（コーラスが強めに入っているなど）。また、一部でボーカルが差し替えられている。2018年の配信リリースではシングルとしての配信でも「album mix」が使用された。後発のベスト・アルバムでシングル版と同じミックスが収録されているのは、『YUMING SINGLES 1972-1976』（1987年）[3]と『決定版 荒井由実 ベストセレクション』（1990年）、『YUMING COLLECTION』（1992年）、アルファ版の『Super Best Of Yumi Arai』（1996年）[4]であるが、現在はいずれも廃盤となっている。
- 1970年代後半、『ひらけ!ポンキッキ』のスポットで、パイプオルガン演奏と男女コーラスのイントロ部分が使用された（地平線の見える風景に、お椀が現れて、○印を残して去って行くシュールな内容。ほかにも、下駄が現われて、□印を残して去っていくなどのパターンもあった）。
- 『世にも奇妙な物語 '93真夏の特別編』「隣の声」、翌1994年放送の月9ドラマ『君といた夏』第11話で挿入歌として使われた。
- 東野圭吾の小説『秘密』にタイトルが登場している。
- 1992年9月21日発売の『YUMING COLLECTION』にオリジナル・カラオケが収録、発売された[5]。
- オリコンチャートの登場週数は22週、チャート最高順位は週間10位、累計25.6万枚のセールスを記録した[1]。

## 収録曲

### Side A
1. 翳りゆく部屋 (single mix) -The Paled Room-[6]

作詞・作曲：荒井由実　編曲：松任谷正隆

### Side B
1. ベルベット・イースター -Velvet Easter-

作詞・作曲：荒井由実　編曲：荒井由実&キャラメル・ママ
「ベルベット・イースター」は1枚目のアルバム『ひこうき雲』からのシングル・カット。

## 参加ミュージシャン
- パイプオルガン： 松任谷正隆
- ギター： 大村憲司[7]
- ベース： 細野晴臣
- ドラムス: 村上秀一[8]
- コーラス: ハイ・ファイ・セット（山本潤子、山本俊彦、大川茂）、山下達郎、吉田美奈子[8]

## カバー
収録作品は初出のもののみ記載する。
- 都はるみ - 1977年
- 内藤やす子 - 1984年1月、カバーアルバム「I Miss You 〜愛のつづれ織り〜」。
- 島田歌穂 - 1991年、アルバム『I'm just a woman』。
- 椎名林檎 - 1999年、トリビュートアルバム「Dear Yuming」。
- 畠山美由紀 - 2007年、配信シングル。映画『気球クラブ、その後』主題歌。
- エレファントカシマシ - 2008年1月、アルバム『STARTING OVER』。BSテレ東『ゴルフ侍、見参!』エンディング。
- スターダストレビュー - 2008年11月、カバーアルバム『ALWAYS』。
- つるの剛士 - 2009年、カバーアルバム『つるのおと』。
- 徳永英明 - 2010年、カバーアルバム『VOCALIST 4』。
- Blu-BiLLioN - 2013年、アルバム『SicKs』。